# Museu de Arte de São Paulo

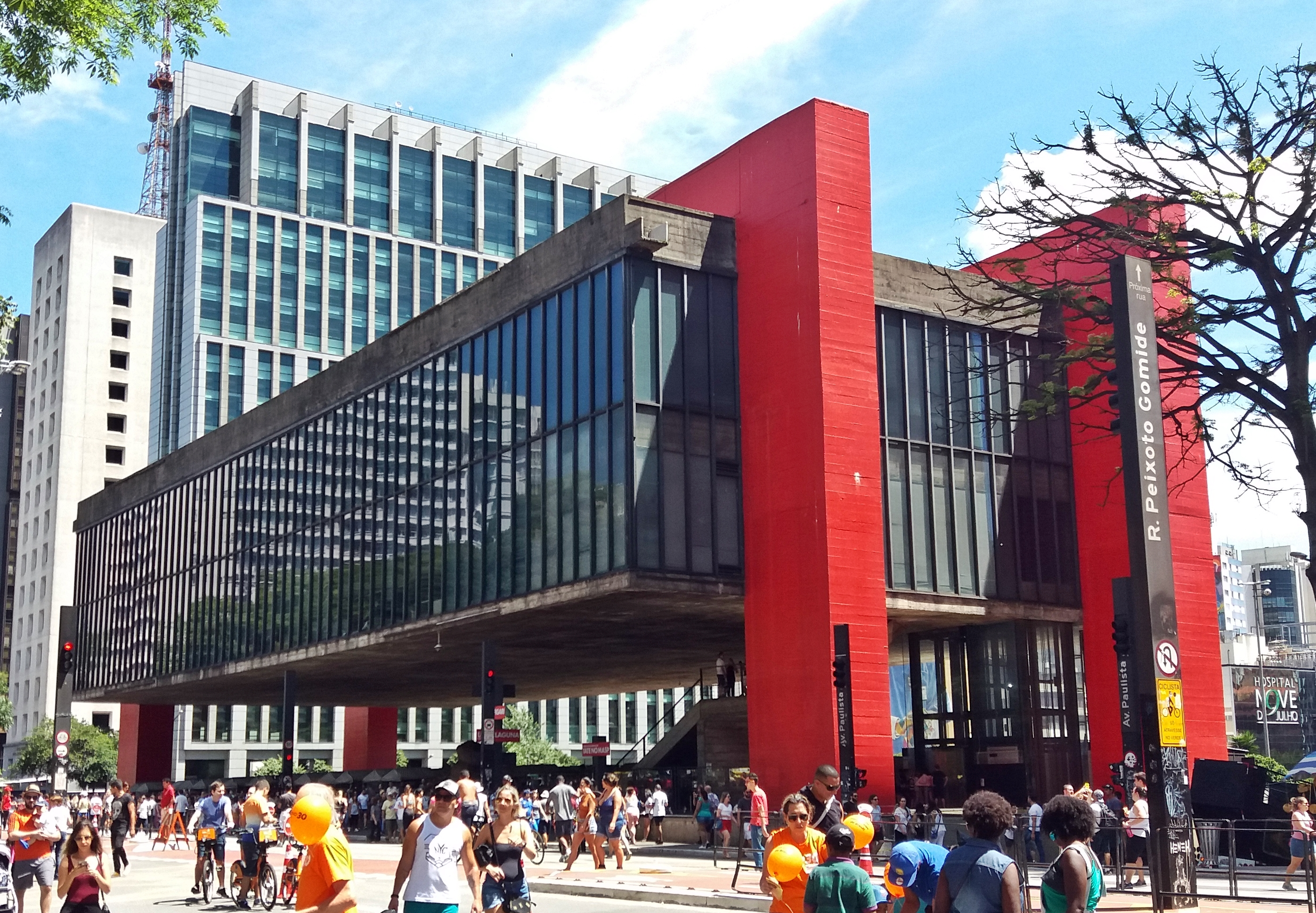
Museu de Arte de São Paulo

Das Museu de Arte de São Paulo, oder MASP befindet sich in São Paulo (Brasilien) und wurde am 2. Oktober 1947 von Assis Chateaubriand und Pietro Maria Bardi gegründet. 

## Gebäude
Die berühmte italienische Architektin Lina Bo Bardi, Ehefrau des Museumsmitgründers Bardi, gestaltete den Museumsneubau, der am 7. November 1968 in Anwesenheit von Elisabeth II. eröffnet wurde. Da von der Avenida Paulista, an der das neue Gebäude steht, der Blick auf die Innenstadt freibleiben sollte, wird das Gebäude von vier Stahlträgern schwebend getragen. Der Platz unter dem Bau ist bis heute öffentlicher Raum mit zahlreichen Aktivitäten, wie z. B. einem Antiquitätenmarkt, der sonntags stattfindet.

## Sammlungen
Das Museum ist das wichtigste Kunstmuseum Brasiliens mit einer umfangreichen Sammlung an Gemälden und Skulpturen vom 14. Jahrhundert bis zur Gegenwart. Zu den ausgestellten Künstlern gehören Karel Appel, Max Beckmann, Giovanni Bellini, Giovanni Boldini, Pierre Bonnard, Paris Bordone, Hieronymus Bosch, Sandro Botticelli, Alexander Calder, Paul Cézanne, Giuseppe Amisani, Marc Chagall, Jean-Baptiste-Siméon Chardin, François Clouet, Jean-Baptiste-Camille Corot, Piero di Cosimo, Lucas Cranach der Ältere, Honoré Daumier, Edgar Degas, Eugène Delacroix, Anthonis van Dyck, Jean-Honoré Fragonard, Paul Gauguin, El Greco, Vincent van Gogh, Jean Baptiste Greuze, Frans Hals, Hans Holbein der Jüngere, Jean-Auguste-Dominique Ingres, Fernand Léger, Jacques Lipchitz, Édouard Manet, Andrea Mantegna, Henri Matisse, Hans Memling, Amedeo Modigliani, Claude Monet, Max Pechstein, Pablo Picasso, Giambattista Pittoni, Nicolas Poussin, Raffael, Rembrandt van Rijn, Pierre-Auguste Renoir, Diego Rivera, Peter Paul Rubens, Salomon van Ruysdael, Henri de Toulouse-Lautrec, Maurice Utrillo, Jacopo Tintoretto, Suzanne Valadon und Edouard Vuillard. Darüber hinaus gibt es Sammlungen mit afrikanischer und asiatischer Kunst, antiker und brasilianischer Kunst des 20. Jahrhunderts.
Am 20. Dezember 2007 wurden morgens um 5 Uhr zwei Gemälde im Wert von rund 70 Millionen Euro gestohlen. Bei den gestohlenen Werken handelte es sich um „Portrait de Suzanne Bloch“ von Pablo Picasso sowie um das Bild „O Lavrador de Café“ von Candido Portinari. Die Polizei von São Paulo konnte die Bilder am 8. Januar 2008 ausfindig machen und unbeschädigt an das Museum zurückgeben.

## Ausgestellte Werke
(Auswahl)

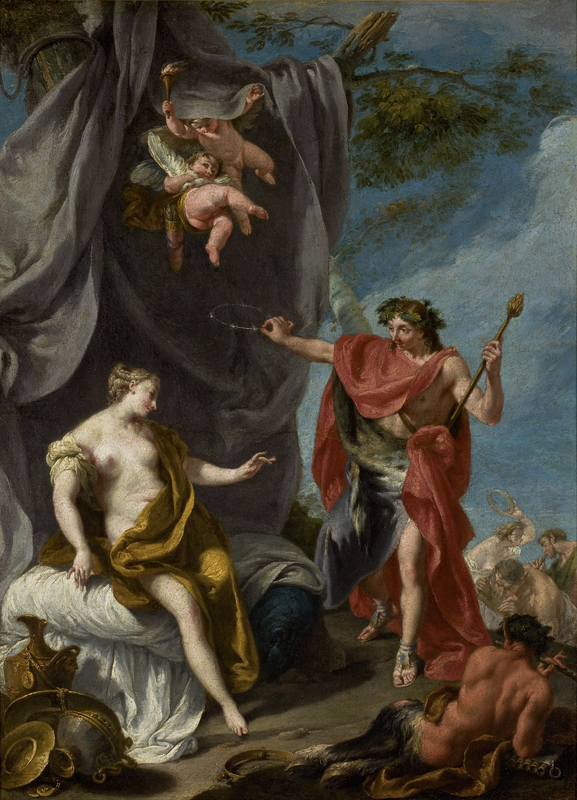
Giambattista Pittoni: Bacchus und Ariadne, 1730
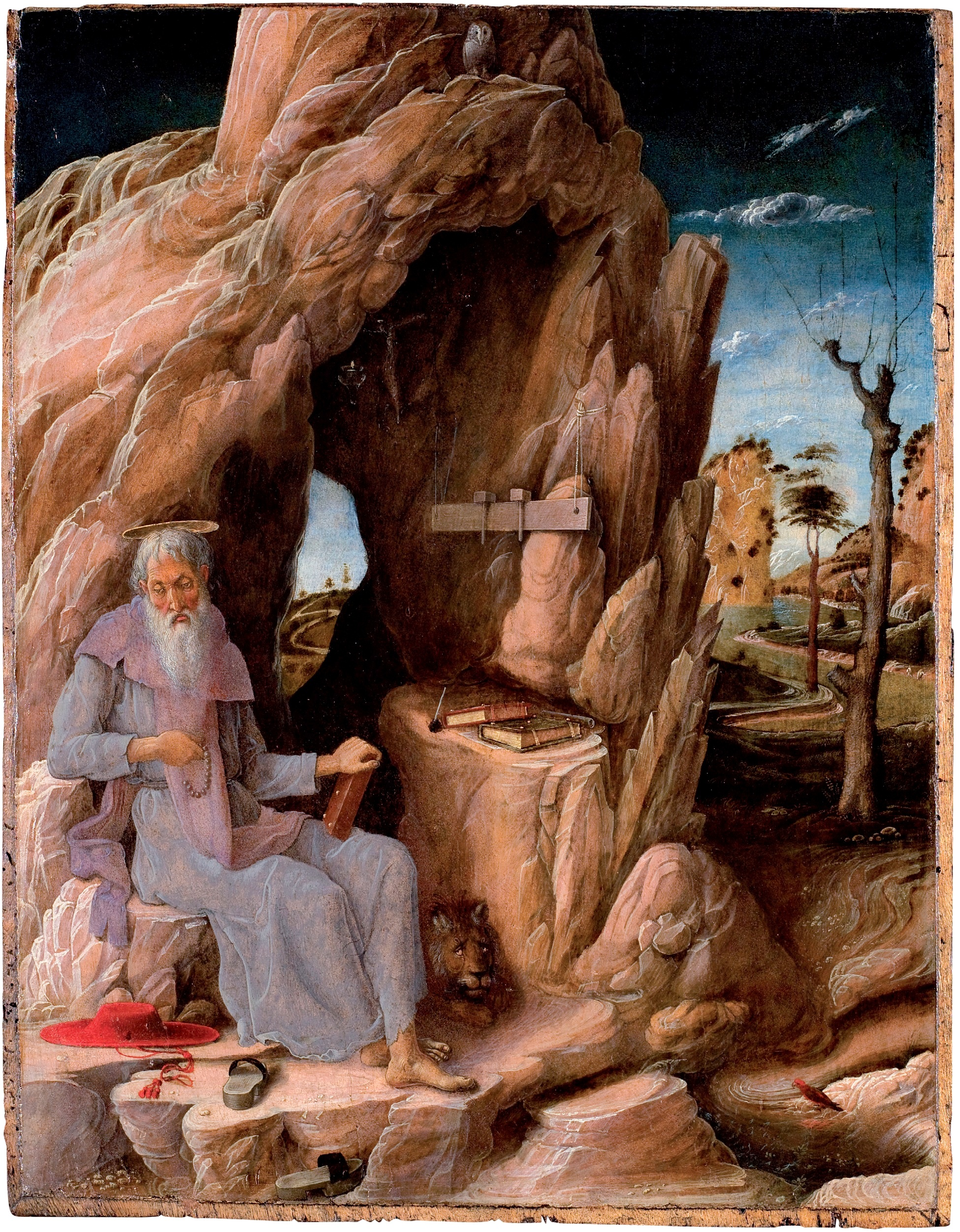
Andrea Mantegna: Hieronymus
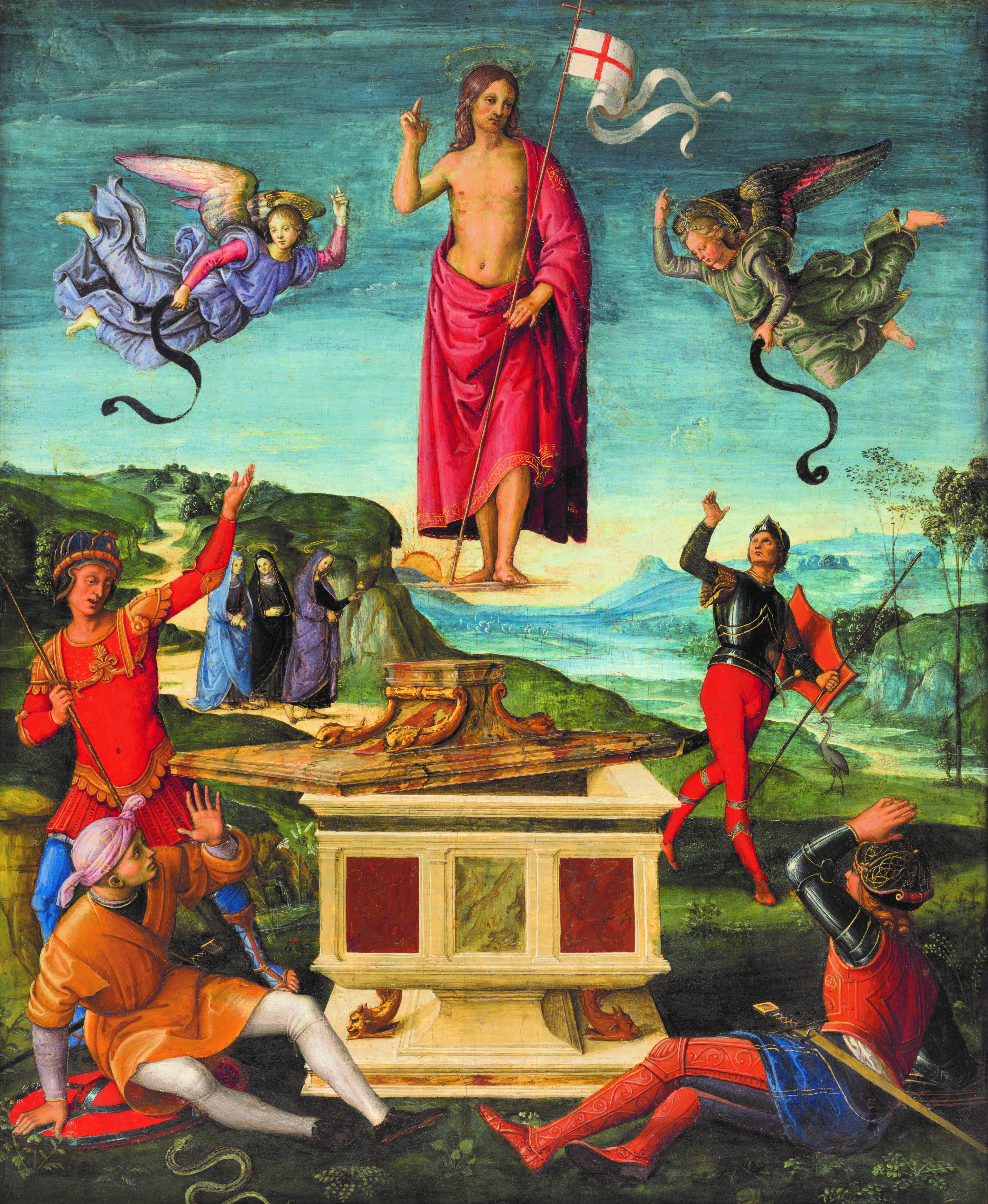
Raffael: Auferstehung Christi
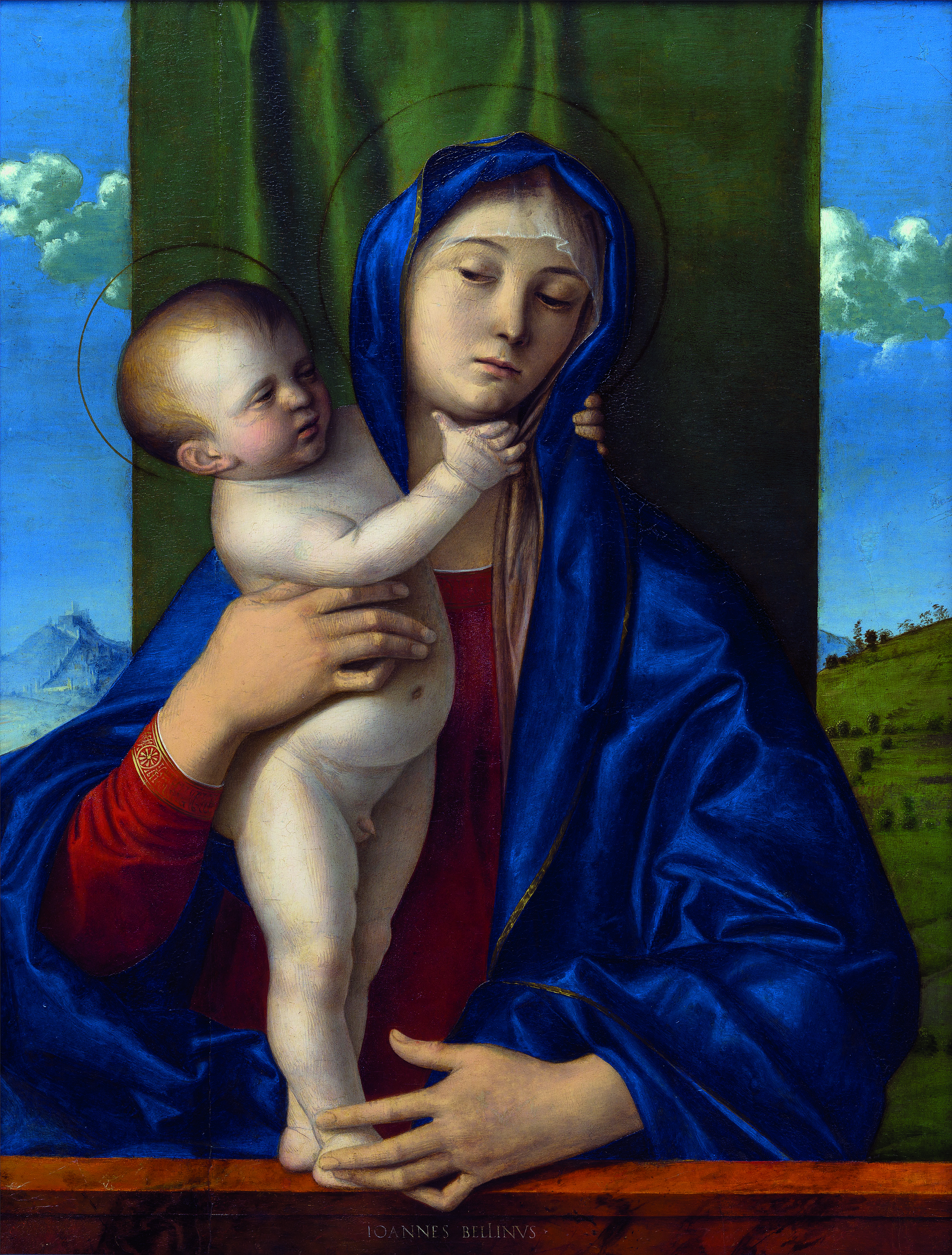
Giovanni Bellini: Madonna Willys
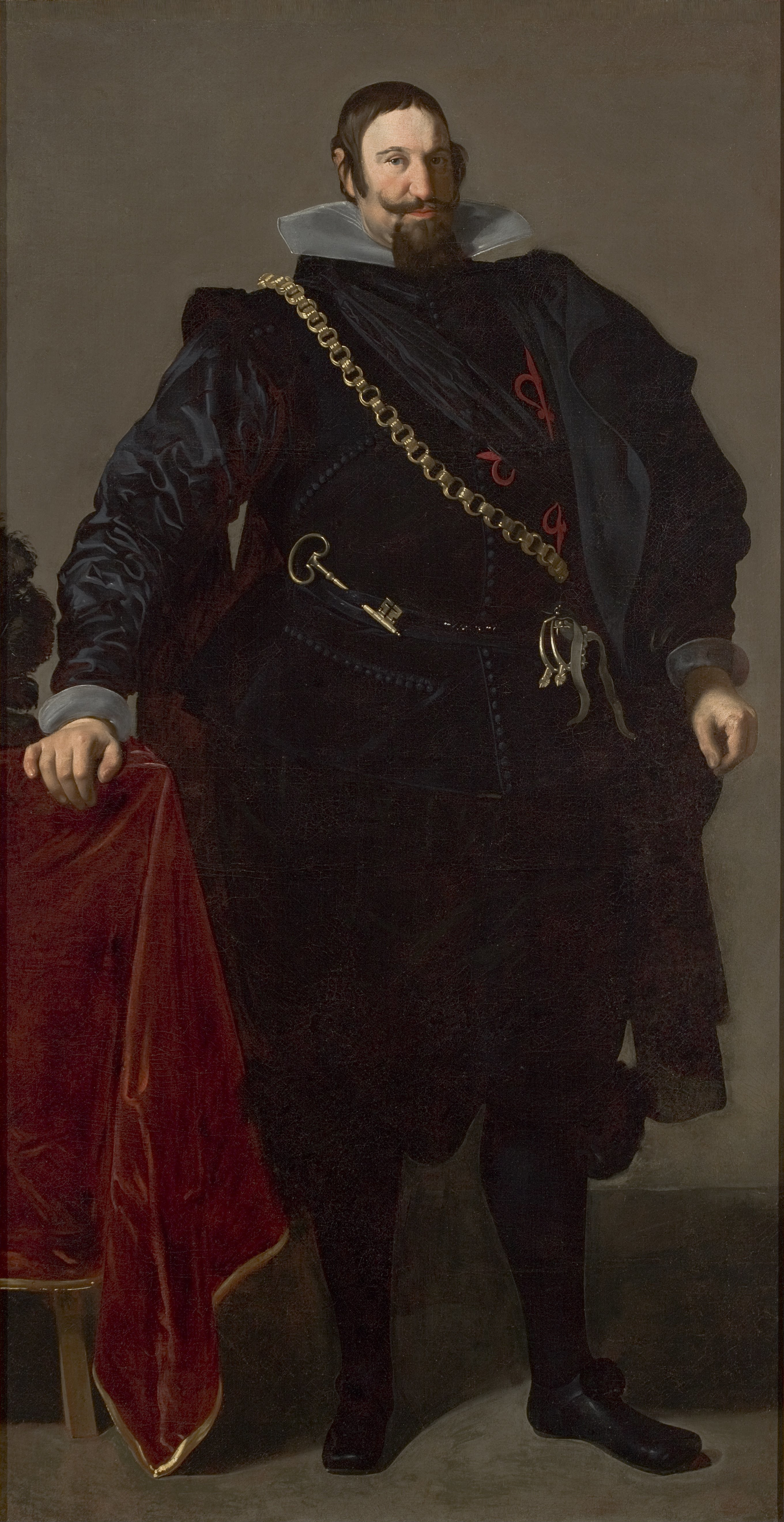
Diego Velazquez: Bildnis des Gaspar de Guzmán, Herzog von Olivares, 1624
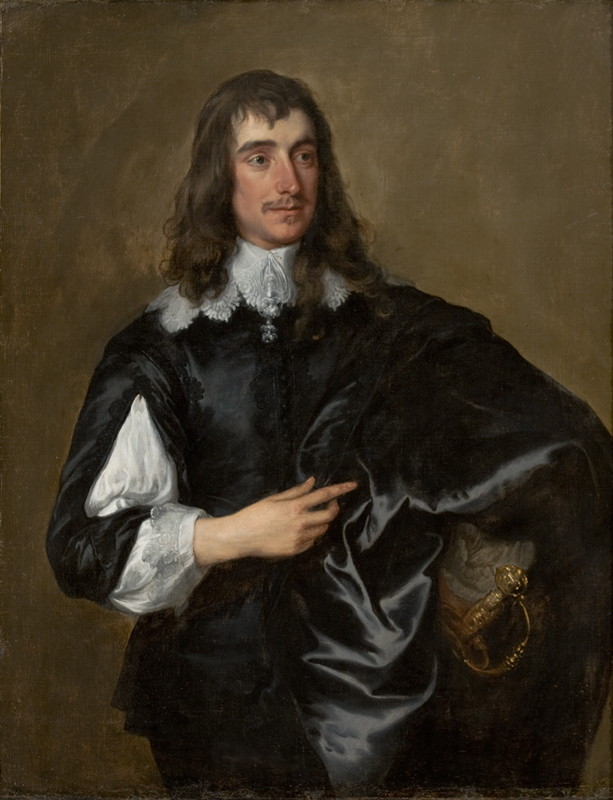
Anthonis van Dyck: William Howard
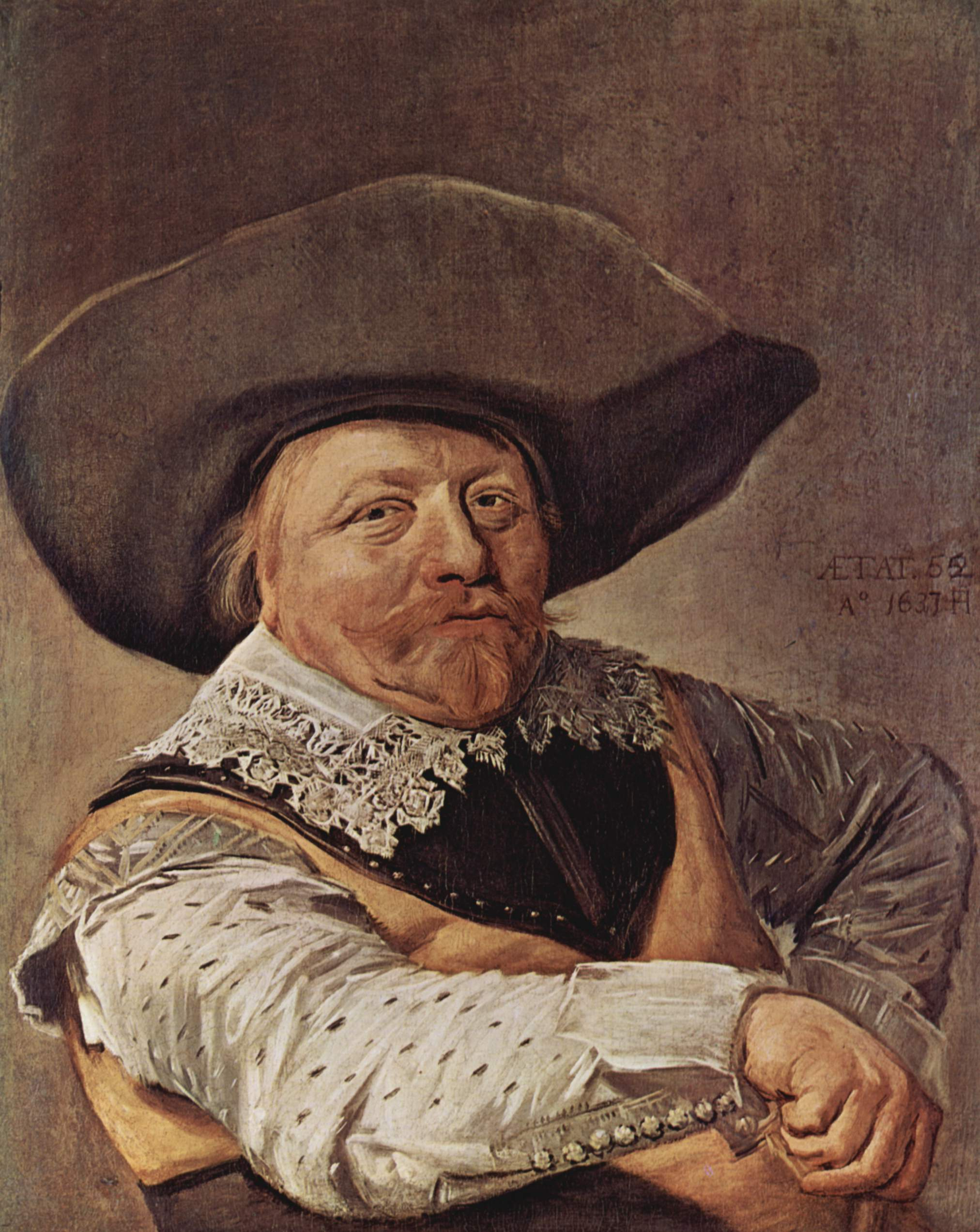
Frans Hals: Porträt eines sitzenden Offiziers
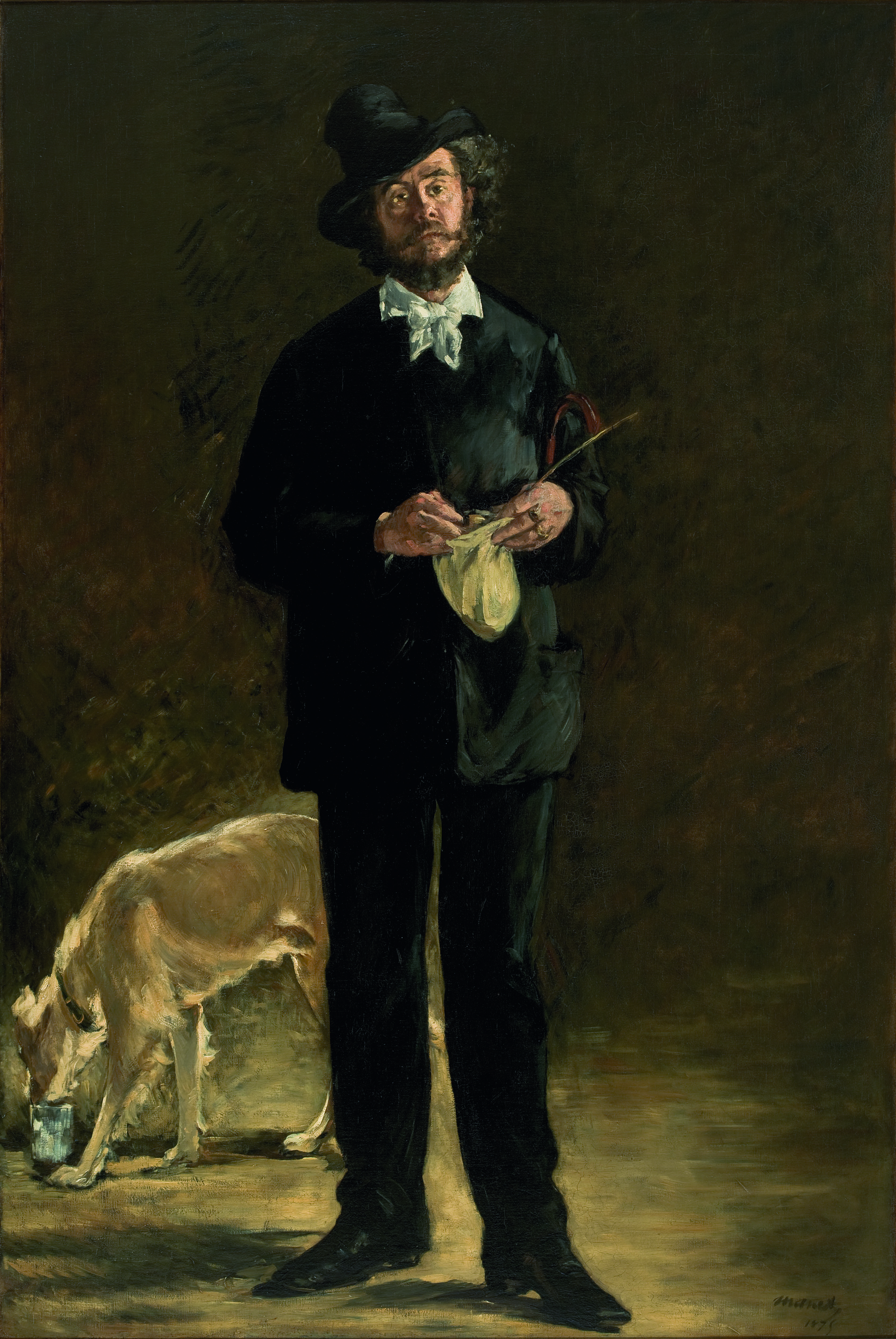
Édouard Manet: Porträt des Gilbert-Marcellin Desboutin
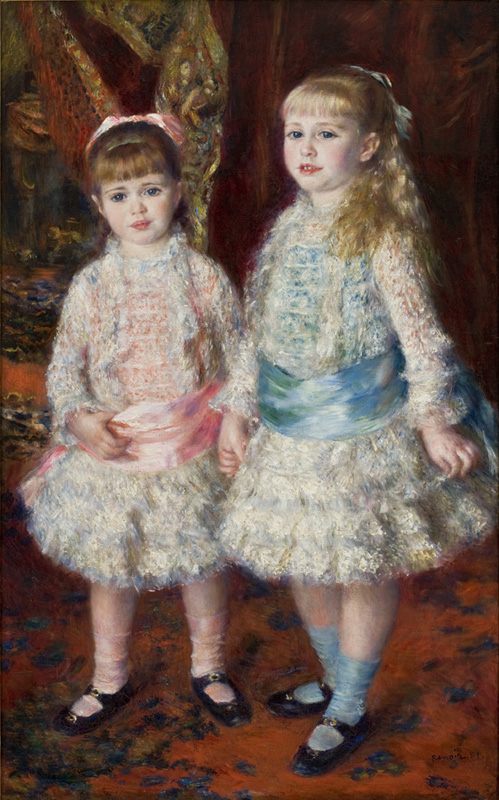
Pierre-Auguste Renoir: Porträt der Mlles Cahen d'Anvers
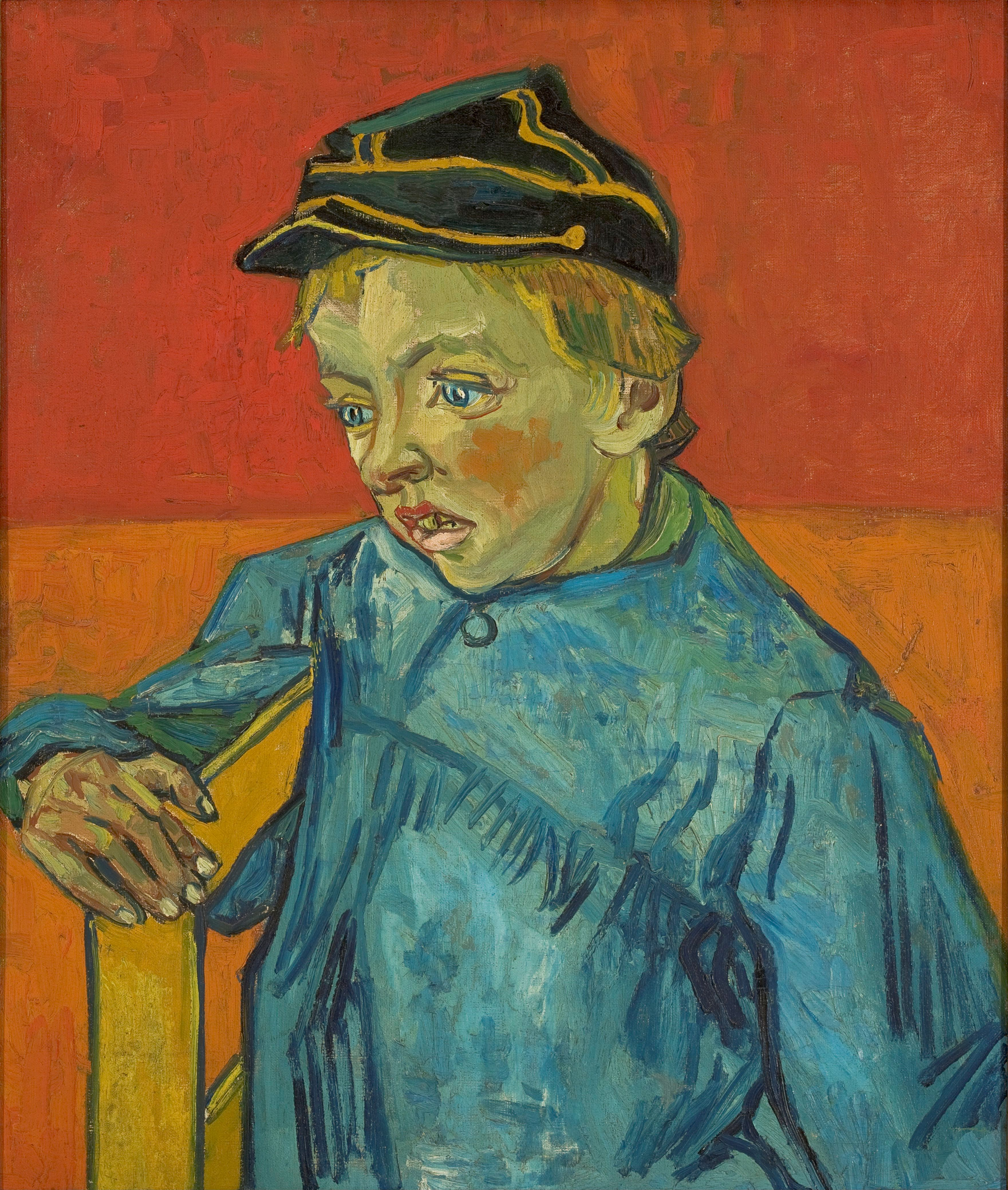
Vincent van Gogh: Schuljunge

## Sammlungspräsentation
2016 wurde im zweiten Obergeschoss das von der Architektin Lina Bo Bardi 1968 erarbeitete Ausstellungskonzept der frei im Raum stehenden Kunstwerke wiederhergestellt. Die Bilder werden jetzt wieder in durchsichtigen Glasständern gezeigt, die in Betonkuben stecken.

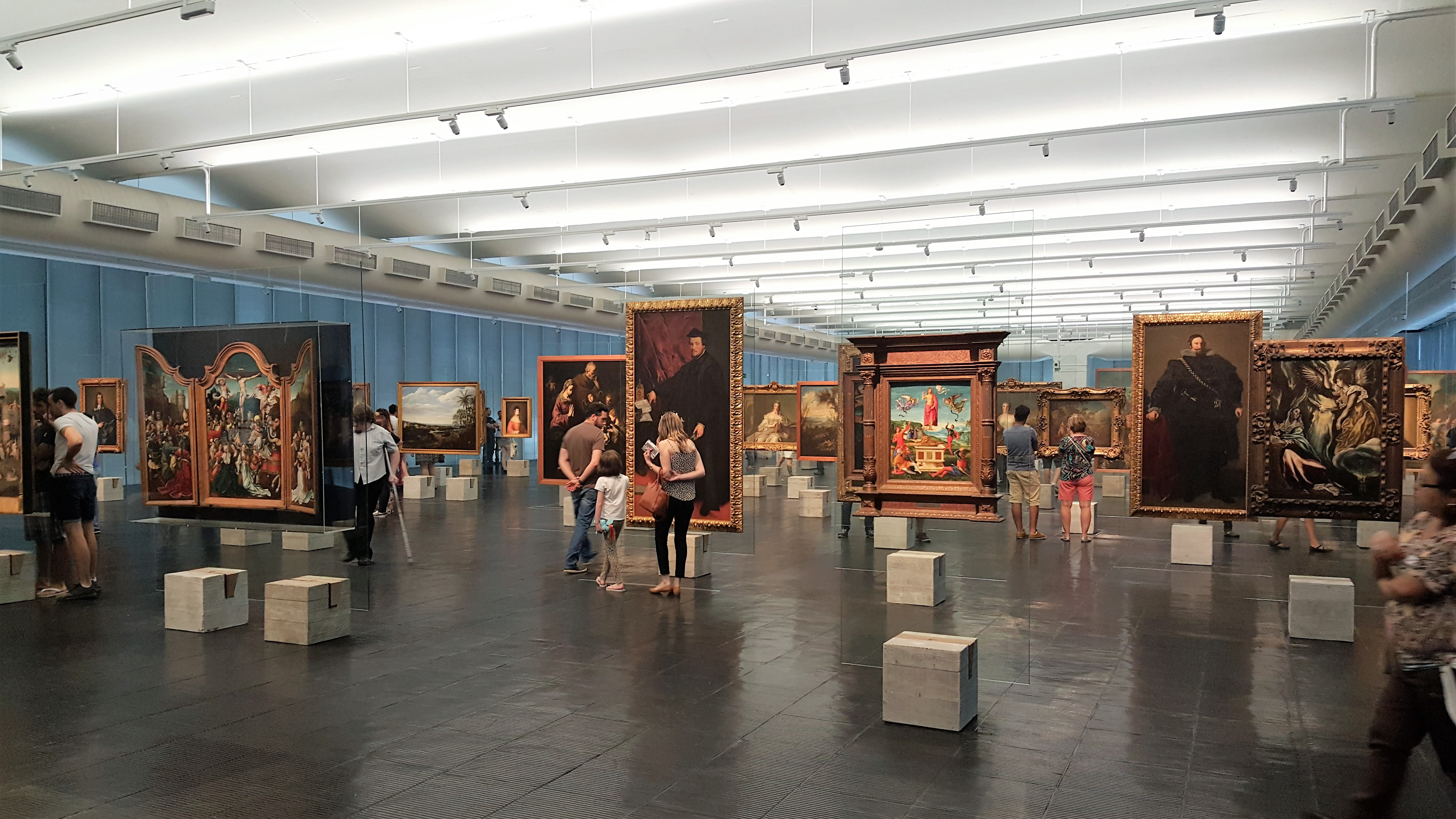
Lina Bo Bardis Ausstellungskonzept für das MASP